# Ferrovia dell'Isola del Natale
La ferrovia dell'Isola del Natale è un importante mezzo di trasporto per l'Isola del Natale che abbonda di giacimenti di fosfati.
La linea fu aperta nel 1914 con lo scopo di trasportare il minerale estratto fino al porto di imbarco; la ferrovia era a scartamento normale e con trazione a vapore assicurata da locomotive Shay costruite dalla Lima Locomotive Works
. In seguito è stata convertita a trazione diesel.
Nel 1987 il governo ne dispose la chiusura in seguito alla diminuita richiesta di fosfati. Tre anni dopo, il 26 settembre 1990, venne siglato un accordo per lo sfruttamento limitato delle risorse con una compagnia privata, la Phosphate Resources Limited e ciò comportò la ripresa del trasporto ferroviario del minerale. Nel 1997 la concessione è stata prorogata per ulteriori 21 anni.
Da qualche anno è usata anche per il trasporto turistico di persone dato che collega il quartiere Silver city assai vicino all'aeroporto.

## Caratteristiche

### Percorso
| Non-passenger head station |

| Stop on track |

| Stop on track |